# 輝く君へ
「輝く君へ」（かがやくきみへ）は、2005年2月16日にキングレコードから発売されたシングル。歌は麻帆良学園中等部2-A かなかな組〔神楽坂明日菜（神田朱未）、近衛木乃香（野中藍）、桜咲刹那（小林ゆう）、宮崎のどか（能登麻美子）〕。

## 概要
- 表題曲である「輝く君へ」は、テレビアニメ『魔法先生ネギま!』第1話から13話のエンディングテーマとして使用された。
- オープニングテーマ「ハッピー☆マテリアル」1月度と同時発売され8位・10位と同時にランクインした。
- 初回限定盤には和泉亜子のパクティオーカード（赤松健描き下ろし）が付いてくる。
- ユニット名の「かなかな組」とは、歌唱する4人の名前の末字（このか・あすな・のどか・せつな）を繋げたものである。

## 収録曲
1. 輝く君へ [3:38]
作詞：ヌマダテゆか、作曲・編曲：桑原秀明
  - テレビ東京系アニメ「魔法先生ネギま!」エンディングテーマ
2. Believe [4:52]
作詞：須藤仁美、作曲・編曲：桑原秀明
3. 輝く君へ（Instrumental ver.）
4. Believe（Instrumental ver.）

## バージョン違い・カバー
- 麻帆良学園中等部2-A[メンバー 2] - 「輝く君へ〜Peace」として「ハッピー☆マテリアル 最終バージョン」（2005年8月3日）に収録。またこの収録風景はアニメのDVD・Magic7に特典映像として収録されている。映像内では佐藤利奈が指揮者をしている。
- 麻帆良学園中等部3-A[メンバー 3] - OVA『魔法先生ネギま! 〜白き翼 ALA ALBA〜』エンディングテーマ。「ハッピー☆マテリアル リターン」（2008年8月27日）に収録。
- 近衛刀太（高倉有加） & 時坂九郎丸（広瀬ゆうき） - OAD版『UQ HOLDER! 〜魔法先生ネギま!2〜』エンディングテーマ。「UQ HOLDER! 〜魔法先生ネギま！2〜 Blu-ray BOX 特典キャラクターソングCD」（2018年1月31日）に収録[1]。

### ユニットメンバー
1. 1 2  神楽坂明日菜（神田朱未）、近衛木乃香（野中藍）、桜咲刹那（小林ゆう）、宮崎のどか（能登麻美子）
2. ↑  相坂さよ（白鳥由里）、明石裕奈（木村まどか）、朝倉和美（笹川亜矢奈）、綾瀬夕映（桑谷夏子）、和泉亜子（山川琴美）、大河内アキラ（山本杏美）、柿崎美砂（伊藤静）、神楽坂明日菜（神田朱未）、春日美空（板東愛）、絡繰茶々丸（渡辺明乃）、釘宮円（出口茉美）、古菲（田中葉月）、近衛木乃香（野中藍）、早乙女ハルナ（石毛佐和）、桜咲刹那（小林ゆう）、佐々木まき絵（堀江由衣）、椎名桜子（大前茜）、龍宮真名（佐久間未帆）、超鈴音（大沢千秋）、長瀬楓（白石涼子）、那波千鶴（小林美佐）、鳴滝風香（こやまきみこ）、鳴滝史伽（狩野茉莉）、葉加瀬聡美（門脇舞）、長谷川千雨（志村由美）、エヴァンジェリン・A・K・マクダウェル（松岡由貴）、宮崎のどか（能登麻美子）、村上夏美（相沢舞）、雪広あやか（皆川純子）、四葉五月（井ノ上ナオミ）、ザジ・レイニーデイ（猪口有佳）
3. ↑  相坂さよ（白鳥由里）、明石裕奈（木村まどか）、朝倉和美（笹川亜矢奈）、綾瀬夕映（桑谷夏子）、和泉亜子（山川琴美）、大河内アキラ（浅倉杏美）、柿崎美砂（伊藤静）、神楽坂明日菜（神田朱未）、春日美空（板東愛）、絡繰茶々丸（渡辺明乃）、釘宮円（出口茉美）、古菲（Hazuki）、近衛木乃香（野中藍）、早乙女ハルナ（石毛佐和）、桜咲刹那（小林ゆう）、佐々木まき絵（堀江由衣）、椎名桜子（大前茜）、龍宮真名（佐久間未帆）、超鈴音（高本めぐみ）、長瀬楓（白石涼子）、那波千鶴（小林美佐）、鳴滝風香（こやまきみこ）、鳴滝史伽（狩野茉莉）、葉加瀬聡美（門脇舞以）、長谷川千雨（志村由美）、エヴァンジェリン・A・K・マクダウェル（松岡由貴）、宮崎のどか（能登麻美子）、村上夏美（相沢舞）、雪広あやか（皆川純子）、四葉五月（井上直美）、ザジ・レイニーデイ（いのくちゆか）